# 女性 (雑誌)
『女性』（じょせい）は、かつて存在した日本の月刊誌である。大阪の中山太一率いる「クラブ化粧品」の中山太陽堂（現クラブコスメチックス）傘下の出版社「プラトン社」が、大正末年に発行、「阪神間モダニズム」の勃興に寄与したことで知られる。

## 略歴・概要
1922年（大正11年）、中山太陽堂は、同社の顧問に自由劇場、松竹蒲田撮影所前所長の小山内薫を迎え、出版社「プラトン社」を設立した。経営は中山の実弟・中山豊三であった。小山内を編集長に、中山太陽堂から出向させた図案家（イラストレーター）の山六郎に装丁やタイトルロゴ、扉絵等のヴィジュアルワークを担当させ、同年4月に「5月1日付」で、創刊となった。おもな執筆者には、泉鏡花、谷崎潤一郎、武者小路実篤、大佛次郎、与謝野晶子ら。
タイトルロゴの「女性」の書体は、山の考案によるものである。この書体は一世を風靡し、まもなく無声映画の看板やのぼり旗に多用される人気書体となる。山がアール・デコ調の表紙画や装丁を、翌年からは山名文夫もカットを手がけ、山名の同誌での活動は、のちに資生堂で開花することになる。
1923年（大正12年）には、編集者として直木三十五、川口松太郎、図案家として山名、岩田専太郎らが同社に入社し、同年12月には雑誌『苦楽』（第1期）が創刊している。
『女性』は、『苦楽』とともに、プラトン社が廃業する1928年（昭和3年）5月まで発行された。
その後、長らく「幻の雑誌」と呼ばれ、全体を目にすることはできなかったが、休刊後60年の歳月を経て、1991年（平成3年）9月 - 1993年（平成5年）9月、鶴見俊輔監修、津金澤聡廣、山本洋、小山静子解説で、全72冊が復刻され、日本図書センターから全6回で配本された。価格は揃本体600,000円であった。

## ビブリオグラフィ

### 復刻版
1. 第1巻第1号 - 第4巻第5号、1922年（大正11年）5月1日 - 1923年（大正12年）11月1日発行
  - 1-9巻、日本図書センター、1991年9月 ISBN 4820570250
2. 第5巻第1号 - 第6巻第6号、1924年（大正13年）1月1日 - 同年12月1日発行
  - 10-16巻、日本図書センター、1992年2月 ISBN 4820570366
3. 第7巻第1号 - 第8巻第6号、1925年（大正14年）1月1日 - 同年12月1日発行
  - 17-24巻、日本図書センター、1992年7月刊 ISBN 4820570455
4. 第9巻第1号 - 第10巻第6号、1926年（大正15年）1月1日 - 同年12月1日発行
  - 25-32巻、日本図書センター、1992年12月 ISBN 4820570552
5. 第11巻第1号 - 第12巻第6号、1927年（昭和2年）1月1日 - 同年12月1日発行
  - 33-42巻、日本図書センター、1993年4月 ISBN 482057065X
6. 第13巻第1号 - 第13巻第5号、1928年（昭和3年）1月1日 - 同年5月1日発行
  - 43-48巻、日本図書センター、1993年9月 ISBN 4820570773

## 関連事項
- 苦楽
- 演劇・映画
- キング (雑誌)
- ハウスオーガン （en:House organ）

## 註
1. ↑  「高畠華宵大正ロマン館」公式サイト内の記事「山六郎」の記述を参照。
2. 1 2 3  クラブコスメチックス公式サイト「資料室」リンク先の記述を参照。